# Heterorrhina minettii
Heterorrhina minettii är en skalbaggsart som beskrevs av Franz Antoine 1998. Heterorrhina minettii ingår i släktet Heterorrhina och familjen Cetoniidae. Inga underarter finns listade i Catalogue of Life.